# Nachrodt-Wiblingwerde
Nachrodt-Wiblingwerde település Németországban, azon belül Észak-Rajna-Vesztfália tartományban. Lakosainak száma 6418 fő (2023. december 31.). Nachrodt-Wiblingwerde Altena és Iserlohn községekkel határos.

## Fekvése
Hagentől délkeletre fekvő település.

## Története
A település létezéséről az első adat a 9. századból való.
Wiblingwerde Szt. János temploma a 13. században épült fel, a régi kápolna utódjaként. A falu 1316 -ban a Lüdenscheidi esperességhez tartozott.
Nachrodt első említése az 1600  körüli évekre nyúlik vissza.
1663-ban, 1690-ben és 1703-ban is Wiblingwerde kisebb tüzvész áldozatául esett, majd 1709. december 29-én szinte az egész település leégett: a plébánia teteje és a Wiblingwerdei templom totnya is elpusztult a tűzben, ezért a településről csak néhány írásos dokumentum megmarad fenn.

## Galéria

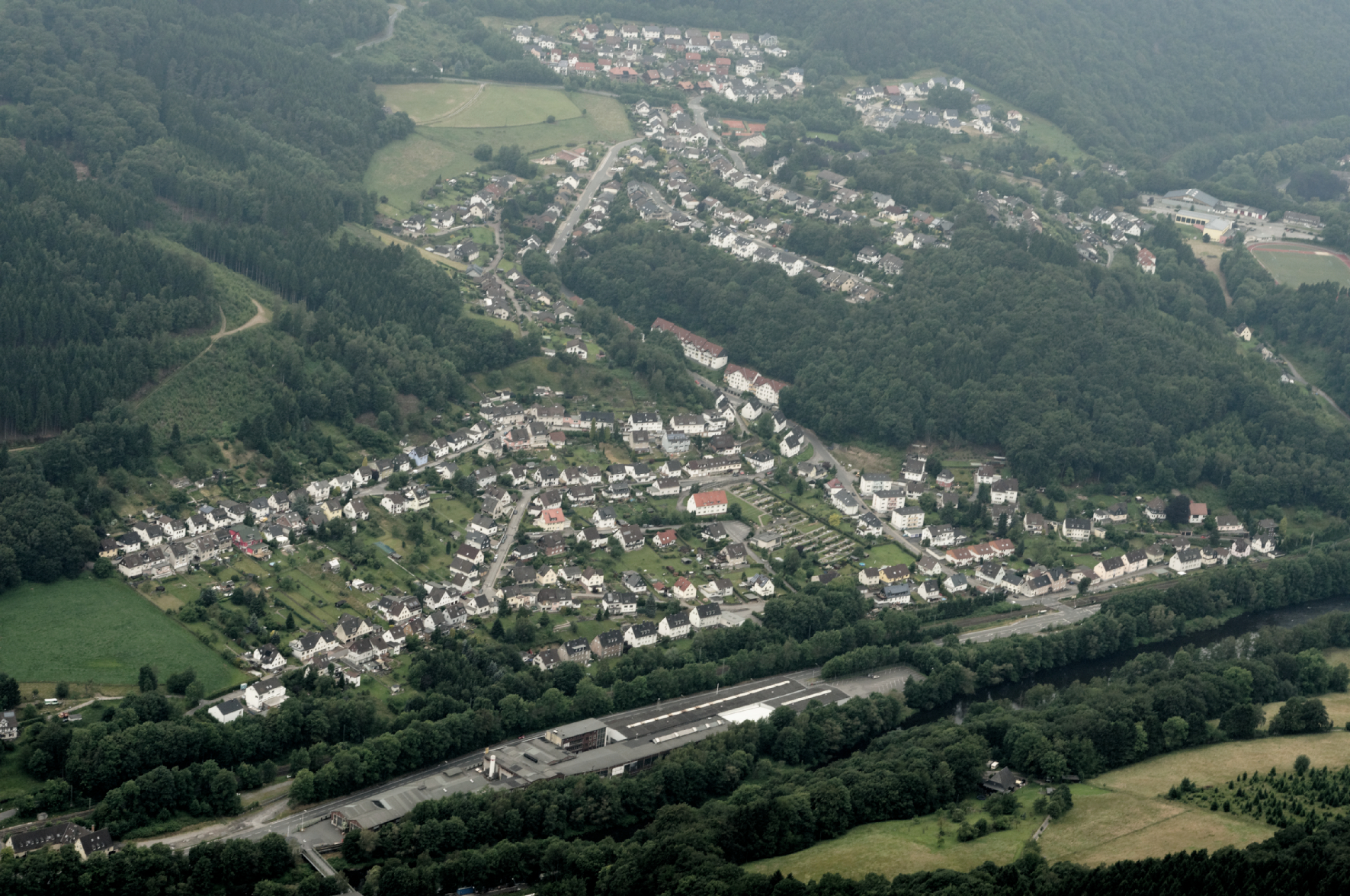
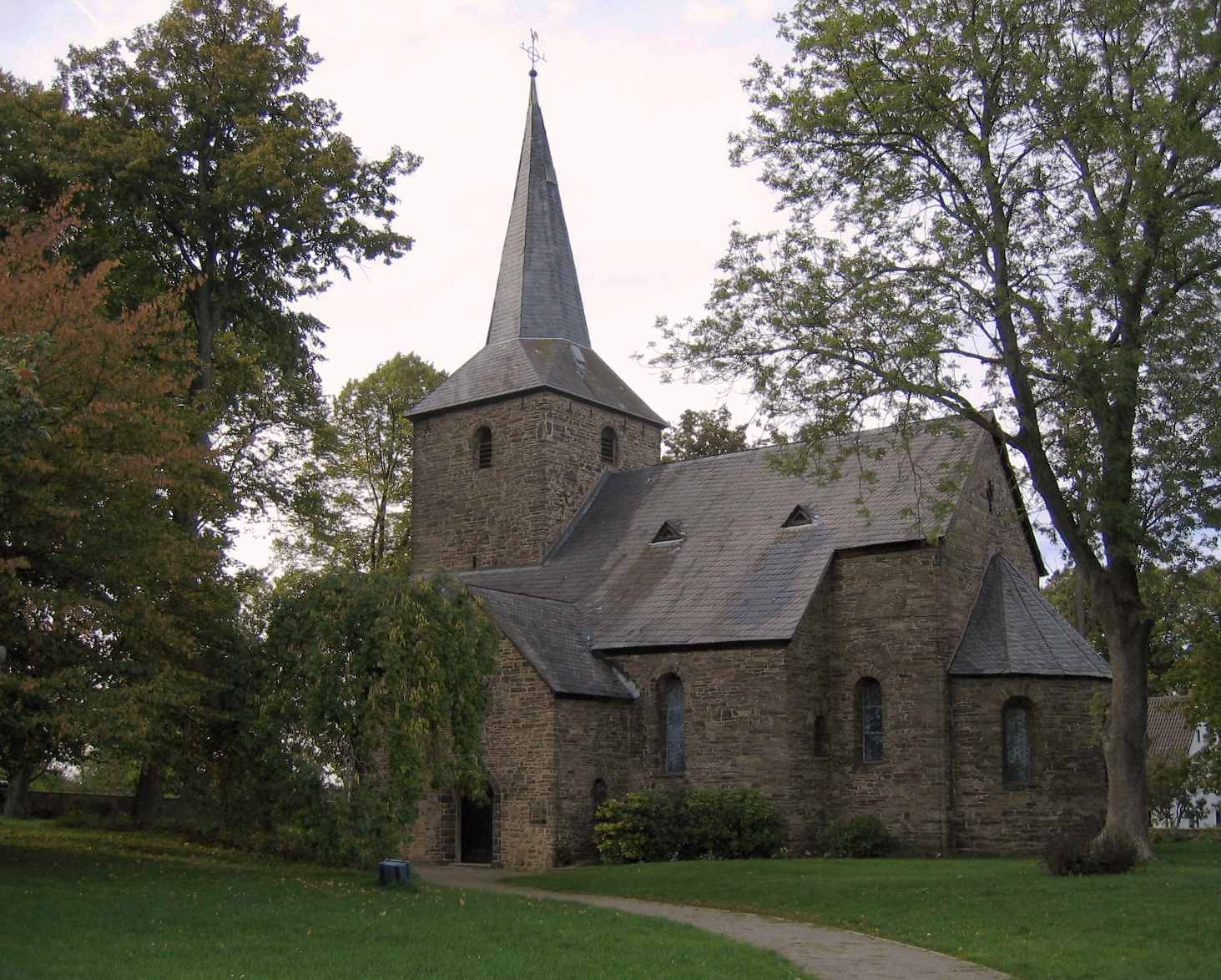
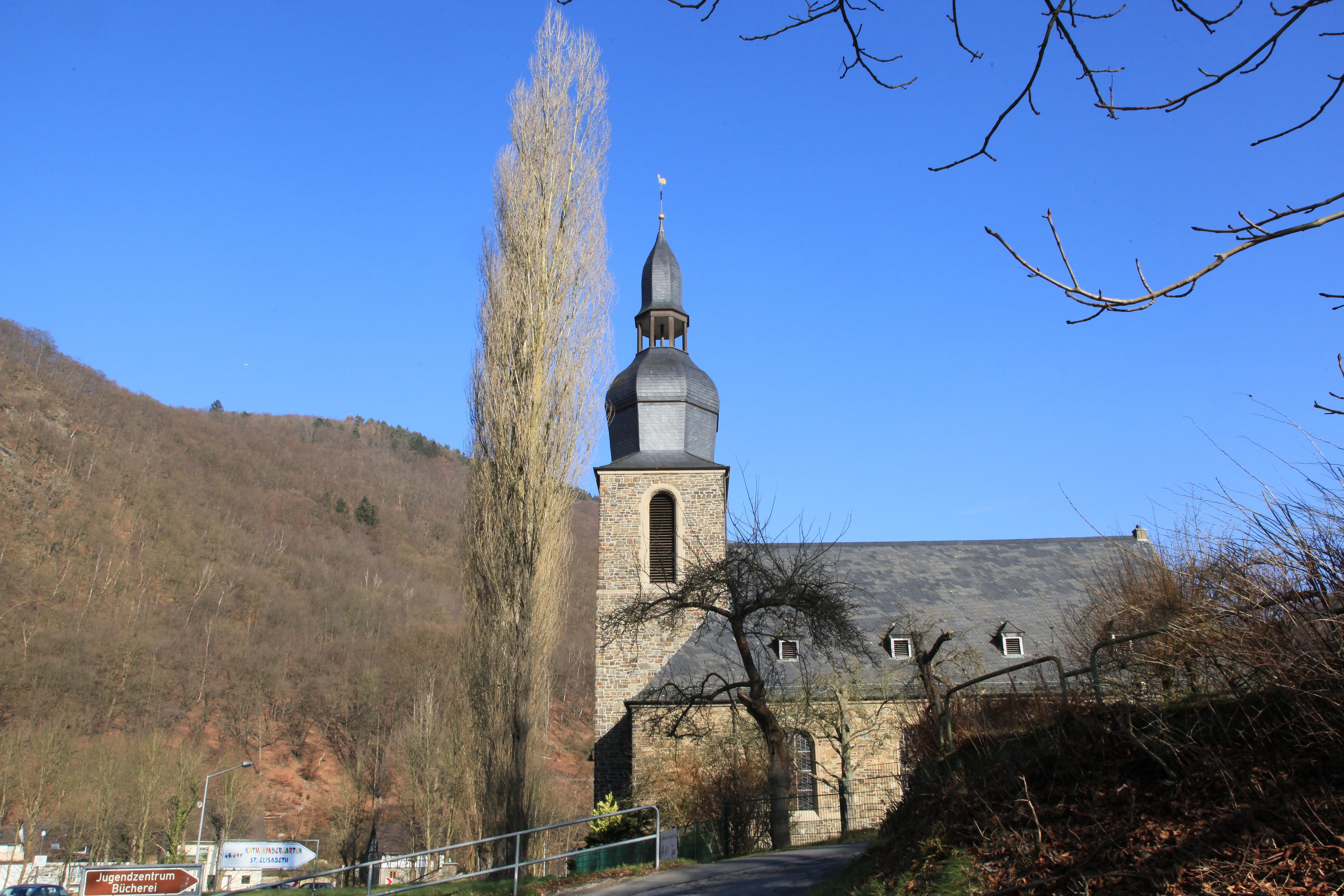
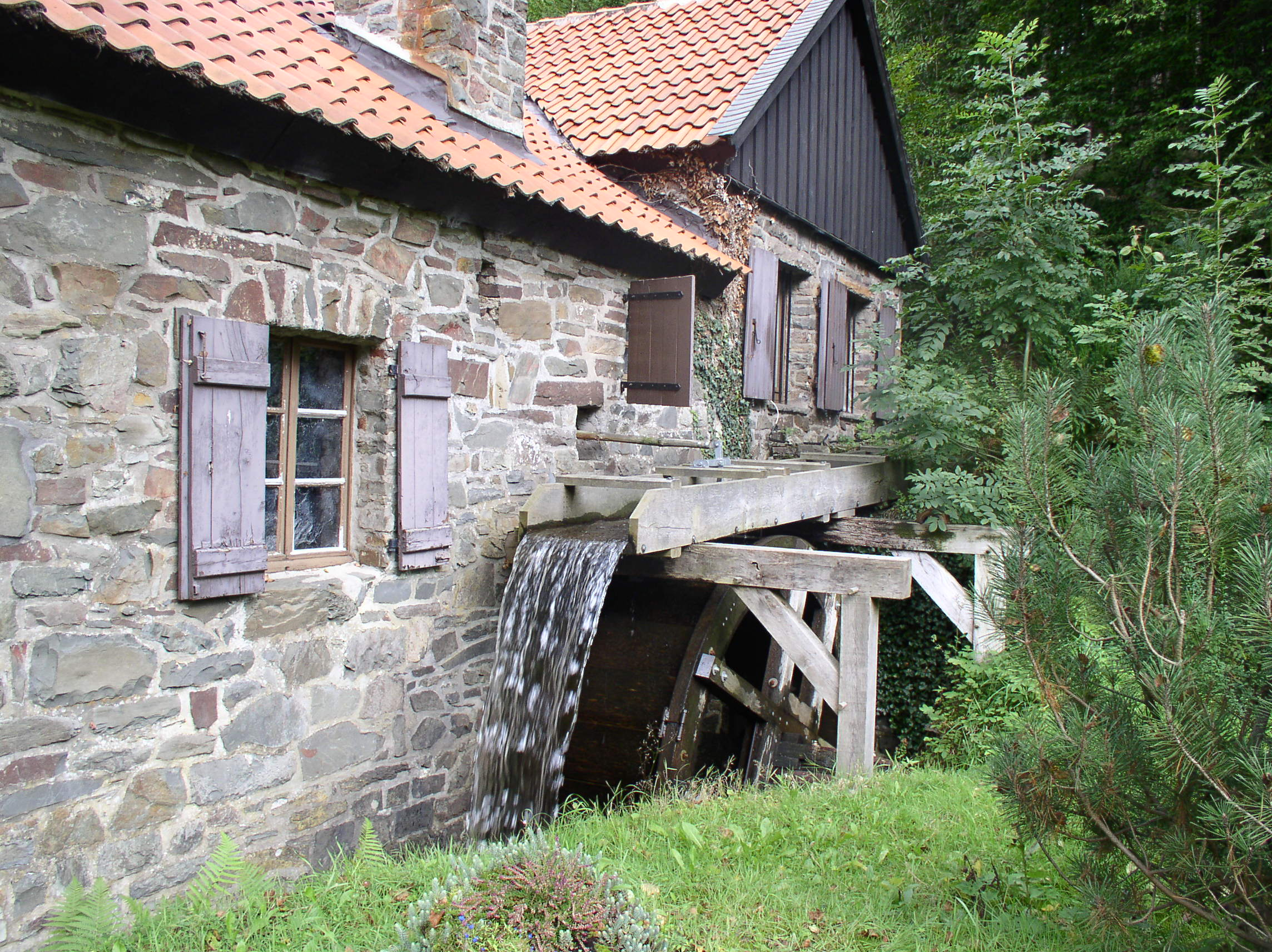
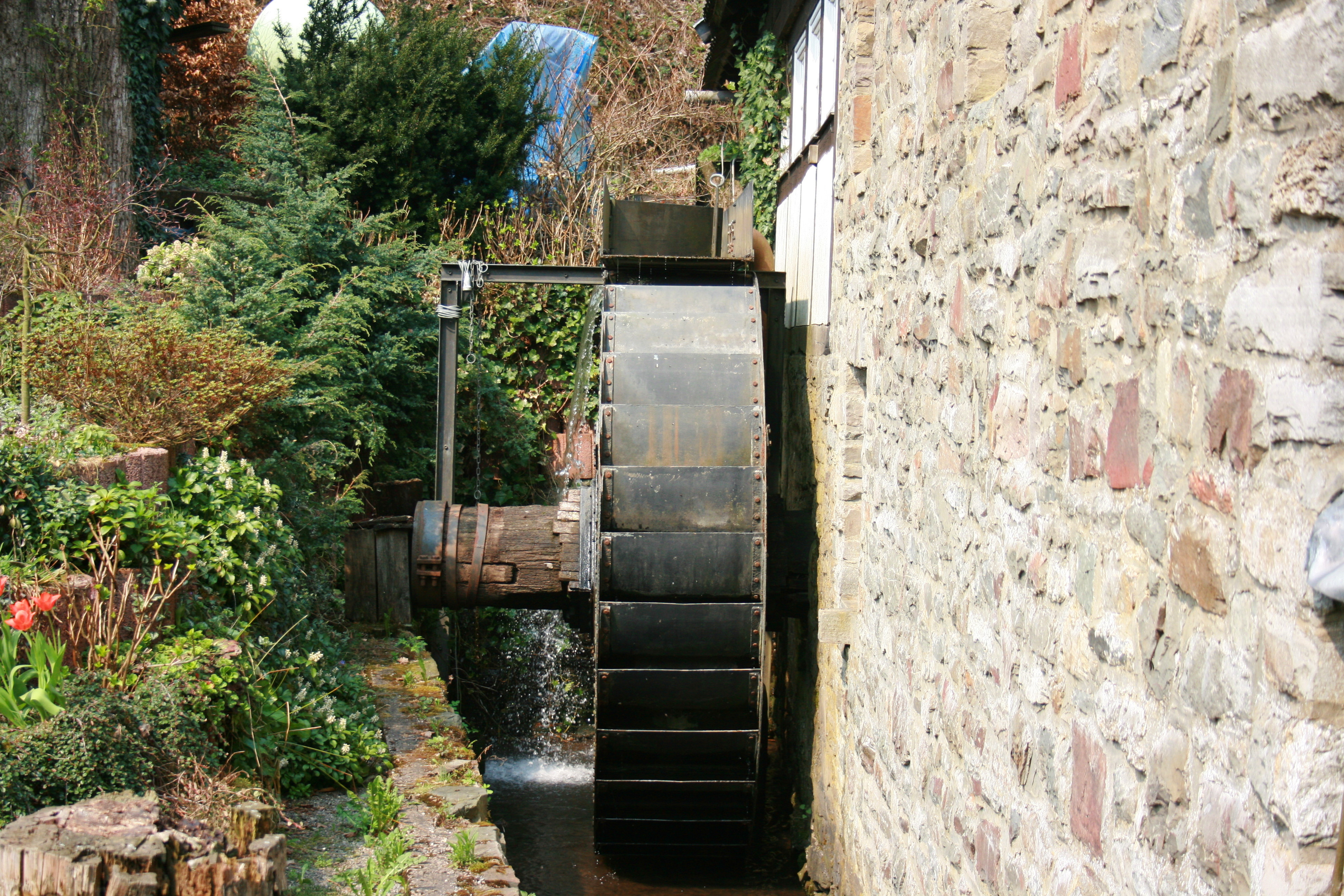
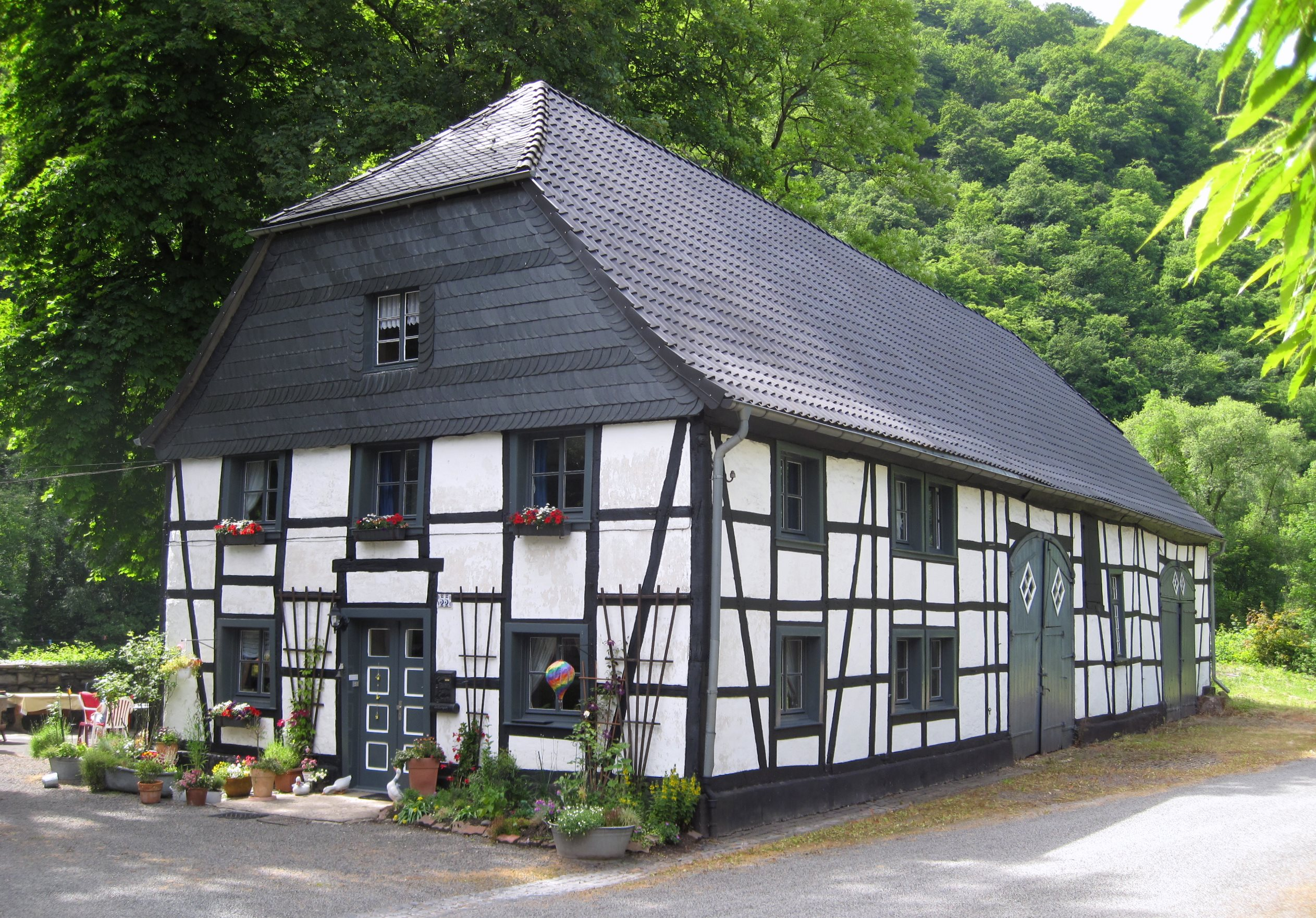
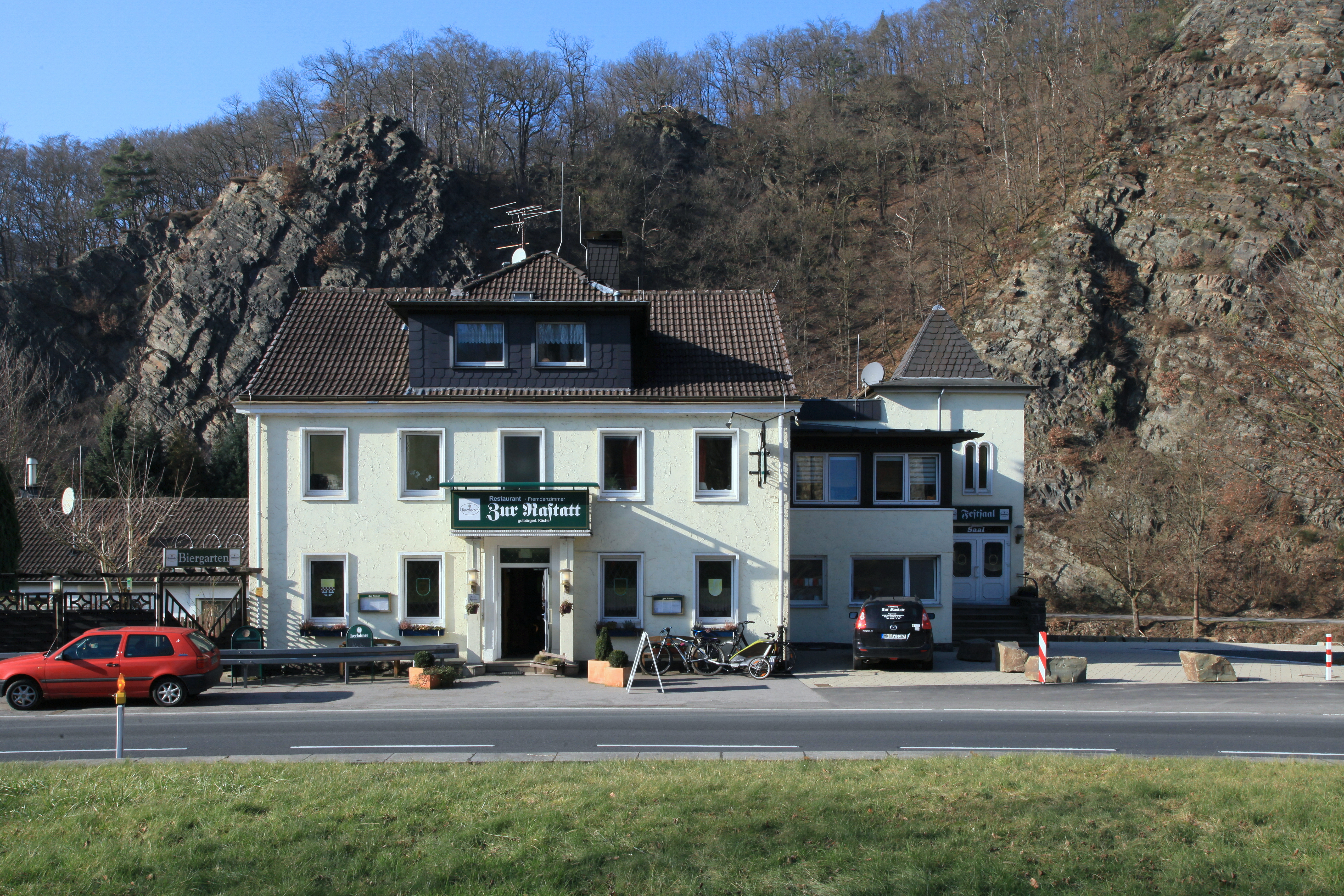
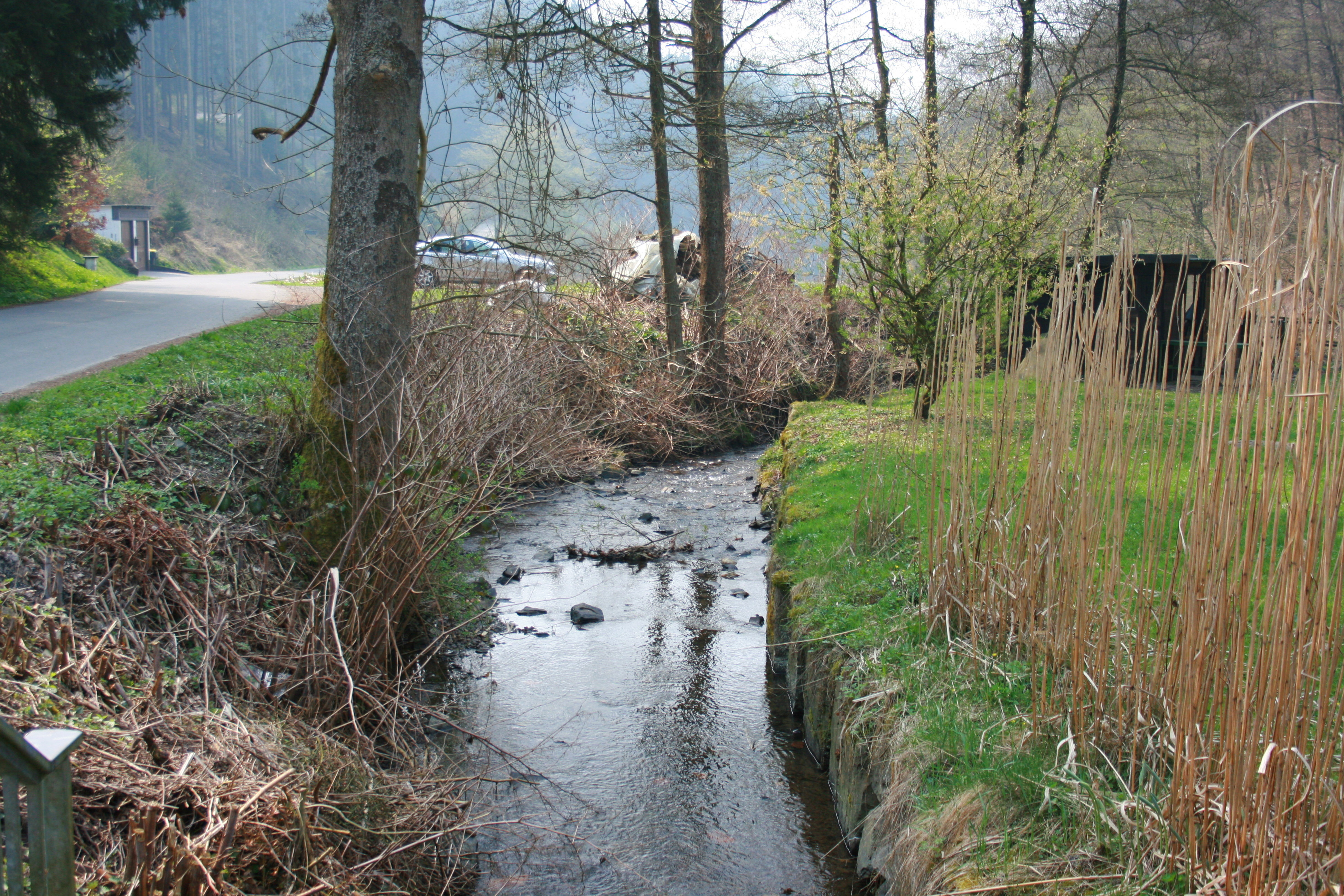

## Nevezetességek
- Szt. József templom
- Evangélikus templom
- Vízimalmok